# Cinofobia
A cinofobia (do grego antigo: κύων kýōn "cão" e φόβος phóbos "medo") é o medo irracional de cães. É um medo muito comum em sua versão mais branda, quando não chega a ser considerado uma fobia propriamente dita. Pessoas com cinofobia geralmente possuem experiências traumáticas com cães no passado, como serem mordidas ou atacadas quando crianças, ponto a partir do qual a fobia começou a se manifestar. É a das bases do movimento “dogfree”.

## Tratamento
Existe tratamento para cinofobia que pode talvez ter ótimos resultados: O paciente é estimulado a ficar ao lado dos cães, adestrados, para que, brincando com eles, perca seu medo. Se o paciente vir que o cão não faz mal a ele e é capaz de brincar, o mesmo vai gradativamente perdendo o seu medo.